# Eriovixia sakiedaorum
Eriovixia sakiedaorum är en spindelart som beskrevs av Akio Tanikawa 1999. Eriovixia sakiedaorum ingår i släktet Eriovixia och familjen hjulspindlar. Inga underarter finns listade i Catalogue of Life.